# 광주 선동리 고분군
선동리 고분군은 경기도 광주시 초월읍에 있다. 2013년 10월 16일 광주시의 향토문화유산 제11호로 지정되었다.

## 개요
선동리에서 신라 고분군은 신라의 한강 점유 시점에서 재지 세력과 이동 세력 등의 역사적 변동 양상을 살펴 볼 수 있다는 점에서 의미가 큰 유적이다.